# SS-Schulungsamt
La Oficina de Educación de las SS (en alemán: SS-Schulungsamt) era una de las organizaciones nazis responsables del adoctrinamiento ideológico de los miembros de las SS. Inicialmente la oficina operó bajo la dirección de la Oficina de Raza y Asentamiento (RuSHA), pero luego fue subordinada a la Oficina Principal de las SS (SS-HA).

## Historia
Cuando la RuSHA se estableció el 30 de enero de 1935, asumió cuatro áreas principales de responsabilidad, de las cuales la primera era el adoctrinamiento ideológico de los miembros de las SS. Para facilitar esa tarea, se formó la Oficina de Educación de las SS. Esta oficina comenzó a difundir material instructivo pseudocientífico sobre judíos, comunistas, las características raciales de diversos pueblos y demás propaganda nazi. Había tres subdepartamentos dentro de la oficina, cada uno responsable de las siguientes áreas:
- Decretos, Órdenes y Comunicados de la Oficina de Formación de la RuSHA (Erlasse, Anordnungen und Mitteilungen des RuSHA-SS, Schulungsamt)
- Entrenamiento Ideológico: Procedimientos y Pautas Operativas (Weltanschauliche Schulung - Dienstanweisungen, Richtlinien)
- Folletos de entrenamiento y Celebraciones (Schulungshefte und Jahreszeitenfeiern)[2]

Los cursos de adoctrinamiento ofrecidos a través de la Oficina de Educación de las SS no eran particularmente populares. El Jefe de la Oficina de Educación de las SS, SS-Standartenführer Dr. Cäsar, presentó denuncias sobre instrucciones de política racial que tenían un impacto mínimo en los hombres de las SS, que estaban notablemente "aburridos" y que el entrenamiento sobre la ideología nacionalsocialista fundamental no era requisitos de reuniones.
En 1936, Heinrich Himmler transfirió el entrenamiento de las tropas militares de las SS, las SS-Verfügungstruppe (SS-VT), de la Oficina de Educación de las SS a los comandantes de las unidades. En agosto de 1938, Himmler también transfirió la responsabilidad del adoctrinamiento lejos de la RuSHA y lo colocó bajo la jurisdicción de las SS-Hauptamt. El entrenamiento se intensificó a partir de entonces.
La Oficina de Educación de las SS no solo proporcionó formación ideológica, sino que también realizó estudios relacionados con los esfuerzos nazis. La investigación histórica sobre la expansión nazi en Europa del Este, por ejemplo, llegó a la conclusión de que la anterior mezcla racial de predecesores germanos había debilitado la sangre alemana, al mismo tiempo se convertía en un "fertilizante cultural para los pueblos extranjeros". Estudios como este reforzaron la convicción de Himmler de evitar lo que él determinó que eran "errores" del pasado.
Uno de los folletos más reveladores publicados y distribuidos por esta subsección de las SS-Hauptamt fue el Plan de Estudios para la Educación Ideológica en las SS y la Policía (Lehrplan für die weltanschauliche Erziehung in der SS und Polizei). Se trataba de un manual de capacitación que contenía treinta y cuatro lecciones sobre una amplia gama de temas como la estructura organizacional y la historia de las SS, la historia de Europa y Alemania, la importancia de Hitler y la importancia de la biología, la evolución, la herencia y la raza a la cosmovisión Nazi. Otra publicación notable de las SS-Schulungsamt fue el folleto titulado El Subhumano (Der Untermensch), que contrastaba imágenes de personas nórdicas idealizadas contra personas eslavas y judíos que se veían completamente diferentes de ellos.
Fue la Oficina de Educación de las SS quien concibió y redactó el entrenamiento ideológico para las SS y los diversos órganos policiales del Estado nazi. Instituciones como la oficina de Educación de las SS promulgaron los aspectos más extremos de la doctrina nazi que finalmente contribuyeron al Holocausto. Como resultado de su entrenamiento y sus creencias, las SS desataron un terror sin precedentes contra los pueblos que ellos consideraban inferiores.